# Шубино (Москва)
Шубино — бывшее село, ставшее частью Москвы в XVIII столетии. Располагалось на территории современного района Тверского района. По данным Аверьянова К. А., было одним из древнейших в этом районе Москвы.
Село Шубино располагалось в районе современного Столешникова переулка, который до 1922 года именовался Космодамианским переулком, названным в честь находящейся здесь церкви святых Космы и Дамиана, «что в Шубине». Село было названо в честь одного из московских воевод середины XIV века — Акинфа Федоровича Шубы, который был военачальником при князе Владимире Андреевиче Серпуховском. Неизвестно, владел ли Шуба этим селом. В 1368 году он возглавил сторожевой полк, который в составе московского войска вышел навстречу великому князю литовскому Ольгерду, который наступал на Москву. Сражение между московскими силами и войском Ольгерда произошло 21 ноября на реке Тростне. Московское войско было разбито, а сам Шуба погиб. Ольгерд разорил окрестности Москвы, но взять её не смог.
Церковь святых Космы и Дамиана в селе в документах упоминается под 1625 годом. Тогда она была деревянной, однако в следующем году её перестроили в камне.